# Пругли
Пругли́ — село в Україні, в Опішнянській селищній громаді Полтавського району Полтавської області. Населення становить 5 осіб.

## Географія
Село Пругли знаходиться за 1,5 км від села Волошкове. Біля села кілька газових свердловин та компресорна станція. Поруч проходить автомобільна дорога Т 1710 (Р42).

## Історія
У Національній книзі пам'яті жертв Голодомору 1932—1933 років в Україні перелічено 5 жителів села, що загинули від голоду.

## Населення

### Мова
Розподіл населення за рідною мовою за даними перепису 2001 року:
| Мова       | Відсоток |
| ---------- | -------- |
| українська | 40%      |
| інші       | 60%      |